# Урумкай
Урумка́й (каз. Үрүмқай) — село в Бурабайском районе Акмолинской области Казахстана. Административный центр Урумкайского сельского округа. Код КАТО — 117061100.

## География
Село расположено на берегу озера Урумкай, в южной части района, на расстоянии примерно 25 километров (по прямой) к юго-западу от административного центра района — города Щучинск.
Абсолютная высота — 442 метров над уровнем моря.
Климат холодно-умеренный, с хорошей влажностью. Среднегодовая температура воздуха отрицательная и составляет около -2,5°С. Среднемесячная температура воздуха в июле достигает +18,4°С. Среднемесячная температура января составляет около -15,4°С. Среднегодовое количество осадков составляет около 455 мм. Основная часть осадков выпадает в период с мая по август.
Ближайшие населённые пункты: село Дмитриевка — на северо-западе, село Ынталы — на юго-востоке, село Успеноюрьевка — на юго-западе, 

## Население
В 1989 году население села составляло 1326 человек (из них русские — 42 %, немцы — 36 %).
В 1999 году население села составляло 1127 человек (544 мужчины и 583 женщины). По данным переписи 2009 года, в селе проживали 964 человека (473 мужчины и 491 женщина).
| Численность населения | Численность населения | Численность населения |
| 1989                  | 1999                  | 2009                  |
| --------------------- | --------------------- | --------------------- |
| 1326                  | ↘1127                 | ↘964                  |

## Улицы[6]
- ул. Бейбитшилик
- ул. Гагарина
- ул. Кирпичная
- ул. Ленина
- ул. Молодежная
- ул. Озёрная
- ул. Первомайская
- ул. Приозёрная
- ул. Пушкина
- ул. Садовая
- ул. Советская
- ул. Спутник
- ул. Целинная
- ул. Школьная